# Ana Echazarreta
Ana Echazarreta Pérez-Cotapos (Santiago, 1865-Santiago, 25 de mayo de 1927) fue una ama de casa chilena, cónyuge del presidente de la República Juan Luis Sanfuentes Andonaegui, y por consiguiente primera dama del país durante su mandato (1915-1920).

## Primeros años de vida
Hija de Juan Manuel Echazarreta Yrigoyen y Mercedes Pérez-Cotapos Recabarren. Contrajo matrimonio con Juan Luis Sanfuentes Andonaegui el 11 de noviembre de 1885, con quien tuvo cinco hijos: María Teresa, Ana Blanca, Rebeca, Juan Luis y Arturo.

## Primera dama de Chile
Mujer muy sensible. Sufrió por los insultos de los que fue blanco su esposo, durante su periodo presidencial. Para restablecer la economía del país, el presidente Sanfuentes exigió ahorros fiscales y de toda índole, que ni opositores y correligionarios le perdonaron.
Debido a los ataques a su esposo, doña Ana prefirió encerrarse en su casa, junto a sus cinco hijos.
Al momento de su muerte, ocurrida en Santiago en 1927, la prensa la exaltó en largas necrologías.
Don Juan Luis, ya muy enfermo, solía recordar con emoción las cualidades de su mujer.